# Cephalotes lenca
Cephalotes lenca är en myrart som beskrevs av De Andrade 1999. Cephalotes lenca ingår i släktet Cephalotes och familjen myror. Inga underarter finns listade.